# Гюк, Эварист Регис
Эвари́ст Реги́с Гюк (фр. Régis Évariste Huc; 1 августа 1813, Келюс, Тарн и Гаронна — 31 марта 1860, Париж) — французский синолог, тибетолог, монголист, путешественник середины XIX века. Католический монах, миссионер ордена лазаристов.
Известен в первую очередь описанием своего путешествия по Китаю, Монголии и Тибету в соавторстве со своим спутником Жозефом Габе. Эта книга возбудила на Западе значительный интерес к исследованию Центральной Азии. Также выполнил ряд важных переводов с китайского языка.

## Биография

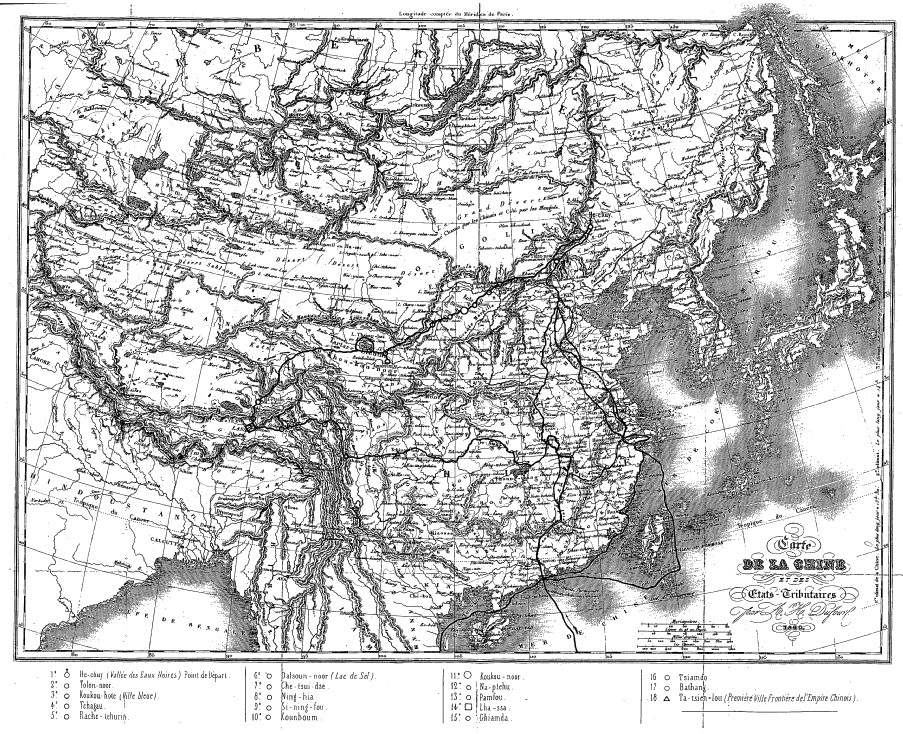
Карта путешествия Гюка и Габе по Китаю, Монголии и Тибету.

В двадцать четыре года Эварист Гюк вступил в орден лазаристов (также известный как Vincentians) в Париже. Вскоре после принятия монашеского пострига в 1839 году он был послан в Макао. Здесь он прошёл подготовку для миссионерской работы в Китае, около 18 месяцев учил китайский язык, а также учился менять свою внешность на китайскую. Затем он направился в миссию в Гуанчжоу и сначала заведовал христианской миссией в южных провинциях. Затем он провёл некоторое время в Пекине, где совершенствовался в китайском языке, после чего отправился за Великую Стену, в долину Хэйшуй за 480 км на север от Пекина, чтобы окормить китайских христиан, в XVI веке (при императоре Чжу Хоуцуне) бежавших сюда от преследований властей.

### Тибет
Гюк изучил языки местных «татар», для которых перевел несколько религиозных текстов. Между тем он планировал путешествие из Китая в Лхасу, а оттуда в Индию. Таким образом, когда по инициативе апостолического викария Монголии в 1844 году Гюк был направлен в Тибет, он был вполне готов к путешествию.
В сентябре 1844 года он достиг Долон-Нора и как следует подготовился. Затем, вместе с Габе и молодым монгорским священником, принявшим христианство, он отправился в путь. Группа путешествовала под видом буддийских лам. Перейдя реку Хуанхэ, они проследовали по песчаному пути через пустыню Ордос, где жестоко страдали от голода и жажды. После этого они вновь пересекли разлившуюся Хуанхэ и прибыли в Ганьсу.
В начале 1845 года они были уже на границе Тибета, в Tang-Kiul. Перед продолжением пути Гюк и Габе решили остановиться в монастыре Гумбум, где тогда, по их свидетельствам, обитало 4 000 человек. Здесь они три месяца изучали тибетский язык и литературу в ожидании возможности присоединиться к тибетскому посольству, которое должно было направиться через Гумбум в Центральный Тибет на своём обратном пути из Пекина.
Наконец, в конце сентября 1845 г. они присоединились к посольству, состоявшему из 2 000 человек и 3 700 верховых и вьючных животных.
Пройдя пустыни Цинхая, они прошли озеро Кукунор с островом медитирующих лам. После трудного путешествия по заснеженным горам, они вступили в Лхасу 29 января 1846 г. Благоприятно принятые регентом, они открыли здесь маленькую часовню.
Пока они отстраивали миссию, вмешался Цишань, китайский амбань, до опалы бывший губернатором Чжили и сосланный на службу в Тибет из-за своих переговоров с Чарльзом Эллиотом. Боясь проблем, которые могут возникнуть, если Гюк и Габе пройдут из Лхасы в Индию, 26 февраля 1846 года Цишань выслал миссионеров из Лхасы под стражей. После официального расследования они были официально препровождены в Гуанчжоу в октябре 1846 г.

### Последующие годы
В последние годы жизни Эварист Гюк активно участвовал в политике Франции, в первую очередь в событиях в Кохинхине. Он призвал Наполеона III к решительным действиям, говоря: «Дальний Восток вскоре станет театром великих событий. Если император захочет, Франция сможет сыграть здесь важную и славную роль».
Отчасти по влиянием таких воззваний Наполеон предпринял первые шаги по усилению французского влияния в Восточной Азии. Он начал морскую экспедицию в 1858 г., чтобы покарать вьетнамцев за жестокое обращение с французскими католическими миссионерами и потребовал уступки вьетнамского порта Туран и острова Пуло-Кондор, согласно старому договору 1787 года, который не был использован. В конечном итоге, уже после смерти Гюка, это привело к полномасштабному французскому вторжению во Вьетнам в 1861 году.

## Комментарии
1. ↑  Карта приводится по 2-му изданию книги Гюка «Souvenirs d'un Voyage dans la Tartarie, le Thibet, et la Chine pendant les Années 1844, 1845, et 1846». На карте из первого издания картографическое изображение Великого канала перепутано с маршрутом Гюка, что сильно искажает его маршрут к Хэйшую.